# Xanthopimpla alternans
Xanthopimpla alternans (лат.) — вид перепончатокрылых наездников-ихневмонид рода Xanthopimpla из подсемейства Pimplinae (Pimplini, Ichneumonidae).

## Распространение
Юго-Восточная Азия. Вьетнам, Китай, Индия, Шри-Ланка, Малайзия, Индонезия и Тайвань.

## Описание
Среднего размера перепончатокрылые насекомые. Основная окраска жёлтая с небольшими чёрными пятнами. Проподеум с задним поперечным валиком в виде двух тупиков латерально; задние бёдра на вершине черные; тергиты 1, 3, 5, 7 с чёрной полосой или чёрными пятнами; ножны яйцеклада примерно в 0,9 раза больше задней голени. Паразитирует на гусеницах и куколках бабочек (Lepidoptera).
Вид был впервые описан 1914 году, а валидный статус таксона подтверждён в ходе ревизии, проведённой в 2011 году энтомологами из Вьетнама (Nhi Thi Pham; Institute of Ecology and Biological Resources, Ханой, Вьетнам), Великобритании (Gavin R. Broad; Department of Entomology, Natural History Museum, Лондон, Великобритания), Японии (Rikio Matsumoto; Osaka Museum of Natural History, Осака, Япония) и Германии (Wolfgang J. Wägele; Zoological Reasearch Museum Alexander Koenig, Бонн, Германия).